# Murafa
Murafa (ukr. Мурафа, Murafa, hist. pol. Morachwa) – rzeka o długości 163 km na zachodniej Ukrainie, w dorzeczu Dniestru i zlewisku Morza Czarnego. Stanowi granicę pomiędzy Podolem i Niziną Czarnomorską.